# Rawtenstall
Rawtenstall est une ville britannique située dans le comté de Lancashire, Angleterre. La ville est le siège du district non-métroplitain de Rossendale au sud de Lancashire. Les villes voisines incluent Bacup, Haslingden et Ramsbottom. Elle est 17.4 miles au nord de Manchester, 45 miles au sud de Lancashire et 22 miles à l'est de Preston.
La ville est jumelée à Bocholt, Allemagne.

## Politique et administration
Rawtenstall forme partie de la circonscription parlementaire britannique de Rossendale and Darwen, qui est représentée par Jake Berry un député conservateur au chambre des communes à Westminster depuis les élections générales britanniques de 2010.
La ville élit les conseilleurs au conseil municipal de Rossendale et les conseilleurs au conseil de Lancashire à Preston.

## Transport
Le conseil municipal de Rossendale, en cooperation avec le conseil de Lancashire, a construit une nouvelle gare routière au centre de la ville en 2019. La ville est connectée par bus aux villages voisines partout la vallée de Rossendale et à Manchester et Blackburn.
Rawtenstall est connecté par le bypass de Edenfield (A56) à l'autoroute de M66. La ville est aussi connectée au Grand Manchester par 'East Lancs Railway' qui est un ancien chemin de fer qui fait des excursions touristiques entre Rawtenstall et Bury.

## Sport
Le centre des loisirs de Marl Pitts est le siège de la majorité des facilités sportives à Rawtenstall. Marl Pitts possède une piscine, une piste d'athlétisme et beaucoup des terrains de sport.
Les clubs sportifs de Rawtenstall incluent:
- Rossendale Rugby Union Football Club (club amateur de rugby)
- Rossendale Cricket Club (club amateur de cricket)

Rossendale Cricket Club est située au stade de cricket 'Worswick Memorial Ground' sur Bacup Road.
Rossendale United Football Club, un club amateur de football, a joué à Rawtenstall jusqu'en 2011, date à laquelle le club a été dissous financièrement. Le peuple de ville a essayé de créer un nouveau club en 2012 sous le nom 'Rossendale Football Club' cependant le stand principal à l'ancien terrace de club a été incendié en 2012.

## Éducation
Il y a beaucoup des écoles primaires séculaires et religieuses à Rawtenstall.
Les écoles primaires en ville incluent:
- St James the Less Roman Catholic Primary School (école primaire catholique)
- St Marys Rawtenstall Church of England Primary School (école primaire anglicane)
- St Pauls Church of England Primary School (école primaire anglicane)
- Balladen Community Primary School (école primaire séculaire)

Il y a deux collèges à Rawtenstall:
- Alder Grange School and Sixth Form (école secondaire séculaire)
- All Saints Catholic High School (école secondaire catholique)

Le collège de Alder Grange School a inauguré un lycée attaché, nommé 'Alder Grange Sixth Form', en 2011. Bacup and Rawtenstall Grammar School and Sixth Form (une école de grammaire), bien qu'elle soit située au village voisin de Waterfoot, tire son nom de la ville.